# Shon Weissman
Shon Zalman Weissman (in ebraico שון וייסמן‎?; Haifa, 14 febbraio 1996) è un calciatore israeliano, attaccante del Granada.

## Biografia
Nato in Israele, ha il passaporto portoghese.

## Caratteristiche tecniche
È una punta centrale, Weissman possiede una buona tecnica di base, attacca affidandosi alla propria comprensione dello spazio e al suo buon senso della posizione. È capace di segnare su calcio di rigore, abile nel tiro dalla media distanza, attacca la profondità, calcia con potenza ed è un buon colpitore di testa. Si accentra avvalendosi del destro, il suo piede forte, benché sappia segnare avvalendosi anche del piede opposto, è capace di esprimere bene le sua capacità di finalizzatore in uno schema a due punte.

## Carriera

### Club

#### Gli anni in patria
Cresciuto nel settore giovanile del Maccabi Haifa, ha esordito in prima squadra il 20 gennaio 2014 in occasione dell'incontro di Ligat ha'Al perso 3-1 contro l'Hapoel Be'er Sheva, subentrando al 79' minuto a Ran Abukarat. Conclude la sua prima annata totalizzando 10 presenze, mentre in quella successiva riuscirà a scendere in campo in sole due occasioni.
Il 19 agosto 2015 viene ceduto in prestito all'Hapoel Akko. Dopo aver totalizzato 18 presenze senza mai andare a segno, il suo prestito è stato interrotto nel gennaio 2016. Successivamente viene nuovamente mandato in prestito, questa volta al Maccabi Netanya, militante nella Liga Leumit. Durante la sua permanenza riesce a mettere a segno un totale 12 reti in campionato, aiutando la propria squadra a raggiungere la promozione in massima divisione da primi in classifica.
Dopo esser ritornato per un breve periodo al Maccabi Haifa, nell'agosto 2017 parte in prestito all'Ironi K. Shmona. Un mese dopo mette a segno la sua prima rete in massima divisione israeliana contro l'Ashdod. Dopo la scadenza del suo prestito nell'estate del 2018, il giocatore torna quindi al Maccabi Haifa. Debutta in campionato per la stagione 2018-2019 in una gara contro il Maccabi Tel Aviv. Pochi giorni più tardi torna al gol in una gara contro l'Ashdod.

#### L'approdo in Europa

##### Wolfsberger
Il 20 giugno 2019 viene ceduto a titolo definitivo al Wolfsberger, militante nella massima divisione austriaca, sottoscrivendo un contratto biennale. Il 17 agosto, durante la quarta giornata di campionato, mette a segno quattro delle cinque reti refilate al Mattersburg. Il 19 settembre 2019 mette a segno la prima rete in una coppa europea in una gara di Europa League vinta per 4-0 contro il Borussia Mönchengladbach. Concluderà la stagione venendo nominato capocannoniere del campionato con 30 reti segnate.

##### Real Valladolid
Il 31 agosto 2020 firma un contratto quadriennale per il Real Valladolid, militante nella Liga, per un conguaglio di 4 milioni di euro. Il suo inizio è piuttosto positivo, segnando una doppietta nella gara vinta per 3-2 contro l'Osasuna.
Nonostante la retrocessione del club in Segunda División, il giocatore ha deciso comunque di rimanere al Valladolid. Il 29 agosto 2021 torna al gol in una gara contro il Lugo, prima di ricevere un cartellino rosso diretto al 38' minuto per via di un fallo irruento. Nei mesi di settembre e ottobre è riuscito ad andare a segno in quattro gare consecutive, finendo per salire in testa alla classifica marcatori.
Tuttavia, la sua squadra riuscirà dopo un anno a risalire in Primera División. Il 5 settembre 2022, dopo essersi ripreso da un infortunio nel pre-campionato, ha fatto il proprio debutto stagionale in una gara contro l'Almería entrando ad inizio ripresa e segnando la rete decisiva per la vittoria al 93' minuto.

##### Granada e prestito alla Salernitana
Il 31 gennaio 2023 viene ceduto in prestito annuale al Granada con un diritto di riscatto fissato a 3 milioni di euro in caso di un'eventuale promozione della squadra in massima divisione. Il 5 febbraio seguente debutta mettendo a segno la sua prima rete in una gara vinta per 2-0 contro il Villarreal B dopo appena quattro minuti dal fischio d'inizio. A giugno, dopo la promozione del club, viene ufficialmente riscattato. La stagione seguente, in seguito alle controversie che lo implicavano, viene totalmente escluso dai piani tecnici del club spagnolo.
Il 1º febbraio 2024 viene ceduto a titolo temporaneo alla Salernitana, militante in Serie A. Esordisce 8 giorni dopo nella sconfitta casalinga contro l'Empoli per 1-3, dove segna anche il suo primo gol in Italia. Tuttavia, il giocatore si troverà a vivere un'annata estremamente deludente, conclusasi con la retrocessione dei granata in cadetteria dopo 3 anni. In 6 mesi di permanenza, il giocatore mette assieme un totale di 11 presenze.
Rientrato in Spagna, torna a disputare una gara ufficiale con la maglia del Granada il 15 agosto, in un match contro l'Albacete. Torna al gol il 5 ottobre seguente, decidendo la gara in trasferta contro il Mirandés. Si ripete il 16 novembre, nella vittoriosa trasferta contro lo Sporting Gijón.

### Nazionale
Ha fatto la trafile nelle nazionali giovanili, nel 2012 è stato convocato con l'Under-17, il 17 settembre in un'amichevole contro la Germania, Weissman segna una rete vincendo per 2-1; gioca anche nelle qualificazione per l'Europeo Under-17 dove il 16 ottobre realizza una doppietta sconfiggendo la Turchia per 4-2. Viene convocato anche nella nazionale Under-19, nel 2014 durante qualificazioni per la coppa continentale Under-19 Weissman sigla un gol battendo per 4-0 Cipro, inoltre la sua rete decide la vittoria su 1-0 contro la Svizzera.
Nel 2019 ha esordito nella nazionale maggiore israeliana, il 9 settembre perdendo per 3-2 contro la Slovenia. L'8 ottobre 2020 in una partita a reti inviolate contro la Scozia, la vincitrice viene decisa ai rigori, Weissman è il secondo giocatore di Israele a segnare dal dischetto subendo comunque una sconfitta per 5-3. Il 4 settembre 2021 segna un gol battendo l'Austria per 5-2.

## Controversie
Nell'ottobre 2023 Weissman ha pubblicato sul suo account X (ex Twitter) "Qual è la ragione logica per cui 200 tonnellate di bombe non sono già state lanciate su Gaza?“e “Perché Israele non gli spara in testa?!?” accompagnate da un’immagine di un soldato israeliano che sembra puntare il fucile a due palestinesi disarmati; di conseguenza ha ricevuto denunce da parte di cittadini spagnoli per incitamento all'odio e istigazione alla violenza, costringendo il Granada prima a toglierlo dai titolari e poi a cercare un club a cui cederlo. Nell'agosto 2025 era tutto fatto per il suo trasferimento al Fortuna Düsseldorf, ma per via dell'accaduto citato in precedenza, i tifosi del club tedesco hanno fatto saltare l'affare andando in protesta sotto la sede della società.

## Statistiche

### Presenze e reti nei club
Statistiche aggiornate al 10 gennaio 2025.
| Stagione               | Squadra                | Campionato             | Campionato | Campionato | Coppe nazionali | Coppe nazionali | Coppe nazionali | Coppe continentali | Coppe continentali | Coppe continentali | Altre coppe | Altre coppe | Altre coppe | Totale | Totale |
| Stagione               | Squadra                | Comp                   | Pres       | Reti       | Comp            | Pres            | Reti            | Comp               | Pres               | Reti               | Comp        | Pres        | Reti        | Pres   | Reti   |
| ---------------------- | ---------------------- | ---------------------- | ---------- | ---------- | --------------- | --------------- | --------------- | ------------------ | ------------------ | ------------------ | ----------- | ----------- | ----------- | ------ | ------ |
| 2013-2014              | Maccabi Haifa          | Lh                     | 10         | 0          | CI+CdL          | 1+0             | 0+0             | -                  | -                  | -                  | -           | -           | -           | 11     | 0      |
| 2014-2015              | Maccabi Haifa          | Lh                     | 2          | 0          | CI+CdL          | 1+0             | 0+0             | -                  | -                  | -                  | -           | -           | -           | 3      | 0      |
| 2015-2016              | Hapoel Akko            | Lh                     | 18         | 0          | CI+CdL          | 0+0             | 0+0             | -                  | -                  | -                  | -           | -           | -           | 18     | 0      |
| 2016-2017              | Maccabi Netanya        | LL                     | 21         | 12         | CI+CdL          | 1+0             | 0+0             | -                  | -                  | -                  | -           | -           | -           | 22     | 12     |
| ago. 2017              | Maccabi Haifa          | Lh                     | 1          | 0          | CI+CdL          | 0+3             | 0+0             | -                  | -                  | -                  | -           | -           | -           | 4      | 0      |
| 2017-2018              | Ironi K. Shmona        | Lh                     | 26         | 2          | CI+CdL          | 5+2             | 0+0             | -                  | -                  | -                  | -           | -           | -           | 33     | 2      |
| 2018-2019              | Maccabi Haifa          | Lh                     | 25         | 8          | CI+CdL          | 1+5             | 1+1             | -                  | -                  | -                  | -           | -           | -           | 31     | 10     |
| Totale Maccabi Haifa   | Totale Maccabi Haifa   | Totale Maccabi Haifa   | 38         | 8          |                 | 9               | 2               |                    | -                  | -                  |             | -           | -           | 49     | 10     |
| 2019-2020              | Wolfsberger            | BL                     | 31         | 30         | CA              | 3               | 5               | UEL                | 6                  | 2                  | -           | -           | -           | 40     | 37     |
| 2020-2021              | Real Valladolid        | PD                     | 32         | 6          | CR              | 2               | 1               | -                  | -                  | -                  | -           | -           | -           | 34     | 7      |
| 2021-2022              | Real Valladolid        | SD                     | 38         | 20         | CR              | 3               | 1               | -                  | -                  | -                  | -           | -           | -           | 41     | 21     |
| 2022-gen. 2023         | Real Valladolid        | PD                     | 15         | 1          | CR              | 2               | 1               | -                  | -                  | -                  | -           | -           | -           | 17     | 2      |
| Totale Real Valladolid | Totale Real Valladolid | Totale Real Valladolid | 85         | 27         |                 | 7               | 3               |                    | -                  | -                  |             | -           | -           | 92     | 30     |
| gen.-giu. 2023         | Granada                | SD                     | 13         | 1          | CR              | 0               | 0               | -                  | -                  | -                  | -           | -           | -           | 13     | 1      |
| 2023-feb. 2024         | Granada                | PD                     | 5          | 0          | CR              | 1               | 1               | -                  | -                  | -                  | -           | -           | -           | 6      | 1      |
| feb.-giu. 2024         | Salernitana            | A                      | 11         | 1          | CI              | -               | -               | -                  | -                  | -                  | -           | -           | -           | 11     | 1      |
| 2024-2025              | Granada                | SD                     | 19         | 2          | CR              | 3               | 2               | -                  | -                  | -                  | -           | -           | -           | 22     | 4      |
| Totale Granada         | Totale Granada         | Totale Granada         | 37         | 3          |                 | 4               | 3               |                    | -                  | -                  |             | -           | -           | 41     | 6      |
| Totale carriera        | Totale carriera        | Totale carriera        | 268        | 84         |                 | 33              | 13              |                    | 6                  | 2                  |             | -           | -           | 307    | 99     |

### Cronologia presenze e reti in nazionale
| Cronologia completa delle presenze e delle reti in nazionale ― Israele | Cronologia completa delle presenze e delle reti in nazionale ― Israele | Cronologia completa delle presenze e delle reti in nazionale ― Israele | Cronologia completa delle presenze e delle reti in nazionale ― Israele | Cronologia completa delle presenze e delle reti in nazionale ― Israele | Cronologia completa delle presenze e delle reti in nazionale ― Israele | Cronologia completa delle presenze e delle reti in nazionale ― Israele | Cronologia completa delle presenze e delle reti in nazionale ― Israele |
| Data                                                                   | Città                                                                  | In casa                                                                | Risultato                                                              | Ospiti                                                                 | Competizione                                                           | Reti                                                                   | Note                                                                   |
| ---------------------------------------------------------------------- | ---------------------------------------------------------------------- | ---------------------------------------------------------------------- | ---------------------------------------------------------------------- | ---------------------------------------------------------------------- | ---------------------------------------------------------------------- | ---------------------------------------------------------------------- | ---------------------------------------------------------------------- |
| 9-9-2019                                                               | Lubiana                                                                | Slovenia                                                               | 3 – 2                                                                  | Israele                                                                | Qual. Euro 2020                                                        | -                                                                      | 61’                                                                    |
| 10-10-2019                                                             | Vienna                                                                 | Austria                                                                | 3 – 1                                                                  | Israele                                                                | Qual. Euro 2020                                                        | -                                                                      | 70’                                                                    |
| 15-10-2019                                                             | Be'er Sheva                                                            | Israele                                                                | 3 – 1                                                                  | Lettonia                                                               | Qual. Euro 2020                                                        | -                                                                      | 76’                                                                    |
| 19-11-2019                                                             | Skopje                                                                 | Macedonia del Nord                                                     | 1 – 0                                                                  | Israele                                                                | Qual. Euro 2020                                                        | -                                                                      | 68’                                                                    |
| 4-9-2020                                                               | Glasgow                                                                | Scozia                                                                 | 1 – 1                                                                  | Israele                                                                | UEFA Nations League 2020-2021 - 1º turno                               | -                                                                      | 90’                                                                    |
| 7-9-2020                                                               | Netanya                                                                | Israele                                                                | 1 – 1                                                                  | Slovacchia                                                             | UEFA Nations League 2020-2021 - 1º turno                               | -                                                                      | 57’                                                                    |
| 8-10-2020                                                              | Glasgow                                                                | Scozia                                                                 | 0 – 0 dts (5 – 3 dtr)                                                  | Israele                                                                | Qual. Euro 2020                                                        | -                                                                      | 83’ 88’                                                                |
| 11-10-2020                                                             | Haifa                                                                  | Israele                                                                | 1 – 2                                                                  | Rep. Ceca                                                              | UEFA Nations League 2020-2021 - 1º turno                               | -                                                                      | 66’                                                                    |
| 14-10-2020                                                             | Trnava                                                                 | Slovacchia                                                             | 2 – 3                                                                  | Israele                                                                | UEFA Nations League 2020-2021 - 1º turno                               | -                                                                      | 69’                                                                    |
| 15-11-2020                                                             | Plzeň                                                                  | Rep. Ceca                                                              | 1 – 0                                                                  | Israele                                                                | UEFA Nations League 2020-2021 - 1º turno                               | -                                                                      | 73’                                                                    |
| 18-11-2020                                                             | Netanya                                                                | Israele                                                                | 1 – 0                                                                  | Scozia                                                                 | UEFA Nations League 2020-2021 - 1º turno                               | -                                                                      |                                                                        |
| 25-3-2021                                                              | Tel Aviv                                                               | Israele                                                                | 0 – 2                                                                  | Danimarca                                                              | Qual. Mondiali 2022                                                    | -                                                                      | 60’                                                                    |
| 28-3-2021                                                              | Tel Aviv                                                               | Israele                                                                | 1 – 1                                                                  | Scozia                                                                 | Qual. Mondiali 2022                                                    | -                                                                      | 74’                                                                    |
| 31-3-2021                                                              | Chișinău                                                               | Moldavia                                                               | 1 – 4                                                                  | Israele                                                                | Qual. Mondiali 2022                                                    | -                                                                      | 79’                                                                    |
| 1-9-2021                                                               | Tórshavn                                                               | Fær Øer                                                                | 0 – 4                                                                  | Israele                                                                | Qual. Mondiali 2022                                                    | -                                                                      | 71’                                                                    |
| 4-9-2021                                                               | Haifa                                                                  | Israele                                                                | 5 – 2                                                                  | Austria                                                                | Qual. Mondiali 2022                                                    | 1                                                                      | 57’ 64’                                                                |
| 7-9-2021                                                               | Copenaghen                                                             | Danimarca                                                              | 5 – 0                                                                  | Israele                                                                | Qual. Mondiali 2022                                                    | -                                                                      | 46’                                                                    |
| 9-10-2021                                                              | Glasgow                                                                | Scozia                                                                 | 3 – 2                                                                  | Israele                                                                | Qual. Mondiali 2022                                                    | -                                                                      | 66’                                                                    |
| 12-11-2021                                                             | Klagenfurt am Wörthersee                                               | Austria                                                                | 4 – 2                                                                  | Israele                                                                | Qual. Mondiali 2022                                                    | -                                                                      | 64’                                                                    |
| 15-11-2021                                                             | Netanya                                                                | Israele                                                                | 3 – 2                                                                  | Fær Øer                                                                | Qual. Mondiali 2022                                                    | 1                                                                      |                                                                        |
| 2-6-2022                                                               | Haifa                                                                  | Israele                                                                | 2 – 2                                                                  | Islanda                                                                | UEFA Nations League 2022-2023 - 1º turno                               | -                                                                      | 61’                                                                    |
| 10-6-2022                                                              | Tirana                                                                 | Albania                                                                | 1 – 2                                                                  | Israele                                                                | UEFA Nations League 2022-2023 - 1º turno                               | -                                                                      | 90’                                                                    |
| 13-6-2022                                                              | Reykjavík                                                              | Islanda                                                                | 2 – 2                                                                  | Israele                                                                | UEFA Nations League 2022-2023 - 1º turno                               | -                                                                      | 73’                                                                    |
| 24-9-2022                                                              | Tel Aviv                                                               | Israele                                                                | 2 – 1                                                                  | Albania                                                                | UEFA Nations League 2022-2023 - 1º turno                               | 1                                                                      | 74’ 86’                                                                |
| 27-9-2022                                                              | Ta' Qali                                                               | Malta                                                                  | 2 – 1                                                                  | Israele                                                                | Amichevole                                                             | -                                                                      | 58’                                                                    |
| 25-3-2023                                                              | Tel Aviv                                                               | Israele                                                                | 1 – 1                                                                  | Kosovo                                                                 | Qual. Euro 2024                                                        | -                                                                      | 88’                                                                    |
| 28-3-2023                                                              | Lancy                                                                  | Svizzera                                                               | 3 – 0                                                                  | Israele                                                                | Qual. Euro 2024                                                        | -                                                                      | 63’                                                                    |
| 16-6-2023                                                              | Budapest                                                               | Bielorussia                                                            | 1 – 2                                                                  | Israele                                                                | Qual. Euro 2024                                                        | 1                                                                      | 46’                                                                    |
| 19-6-2023                                                              | Gerusalemme                                                            | Israele                                                                | 2 – 1                                                                  | Andorra                                                                | Qual. Euro 2024                                                        | -                                                                      | 26’ 75’                                                                |
| 9-9-2023                                                               | Bucarest                                                               | Romania                                                                | 1 – 1                                                                  | Israele                                                                | Qual. Euro 2024                                                        | -                                                                      | 62’                                                                    |
| 12-9-2023                                                              | Tel Aviv                                                               | Israele                                                                | 1 – 0                                                                  | Bielorussia                                                            | Qual. Euro 2024                                                        | -                                                                      | 64’                                                                    |
| 15-11-2023                                                             | Felcsút                                                                | Israele                                                                | 1 – 1                                                                  | Svizzera                                                               | Qual. Euro 2024                                                        | 1                                                                      | 81’                                                                    |
| 21-11-2023                                                             | Andorra la Vella                                                       | Andorra                                                                | 0 – 2                                                                  | Israele                                                                | Qual. Euro 2024                                                        | -                                                                      | 74’                                                                    |
| Totale                                                                 |                                                                        | Presenze                                                               | 33                                                                     |                                                                        | Reti                                                                   | 6                                                                      |                                                                        |

## Palmarès

### Club

#### Competizioni nazionali
- Liga Leumit: 1

Maccabi Netanya: 2016-2017
- Segunda División: 1

Granada: 2022-2023

### Individuale
- Capocannoniere del campionato austriaco: 1

2019-2020 (30 gol)